# Ольгинский сельсовет (Ставропольский край)
Ольгинский сельсовет — упразднённое сельское поселение в Степновском районе Ставропольского края Российской Федерации.
Административный центр — село Ольгино.

## История
Статус и границы сельского поселения установлены Законом Ставропольского края от 4 октября 2004 год № 88-КЗ «О наделении муниципальных образований Ставропольского края статусом городского, сельского поселения, городского округа, муниципального района».
С 16 марта 2020 года, в соответствии с Законом Ставропольского края от 31 января 2020 г. № 13-кз, все муниципальные образования Степновского муниципального района были преобразованы путём их объединения в единое муниципальное образование Степновский муниципальный округ.

## Население
| 1989  | 2002  | 2010  | 2011  | 2012  | 2013  | 2014  |
| ----- | ----- | ----- | ----- | ----- | ----- | ----- |
| 2658  | ↗3130 | ↘2975 | ↘2969 | ↘2964 | ↘2961 | ↘2900 |
| 2015  | 2016  | 2017  | 2018  | 2019  | 2020  |       |
| ↘2869 | ↘2842 | ↗2861 | ↘2841 | ↘2809 | ↘2788 |       |

### Национальный состав
По итогам переписи населения 2010 года проживали следующие национальности (национальности менее 1 %, см. в сноске к строке "Другие"):
| Национальность | Численность | Процент |
| -------------- | ----------- | ------- |
| Русские        | 2169        | 72,91   |
| Даргинцы       | 350         | 11,76   |
| Аварцы         | 65          | 2,18    |
| Агулы          | 43          | 1,45    |
| Кумыки         | 41          | 1,38    |
| Немцы          | 39          | 1,31    |
| Табасараны     | 38          | 1,28    |
| Украинцы       | 35          | 1,18    |
| Другие         | 195         | 6,55    |
| Итого          | 2975        | 100,00  |

## Состав сельского поселения
| № | Населённый пункт | Тип населённого пункта       | Население |
| - | ---------------- | ---------------------------- | --------- |
| 1 | Зелёная Роща     | село                         | ↘1100     |
| 2 | Ольгино          | село, административный центр | ↘1629     |